# Aegidienbergtunnel

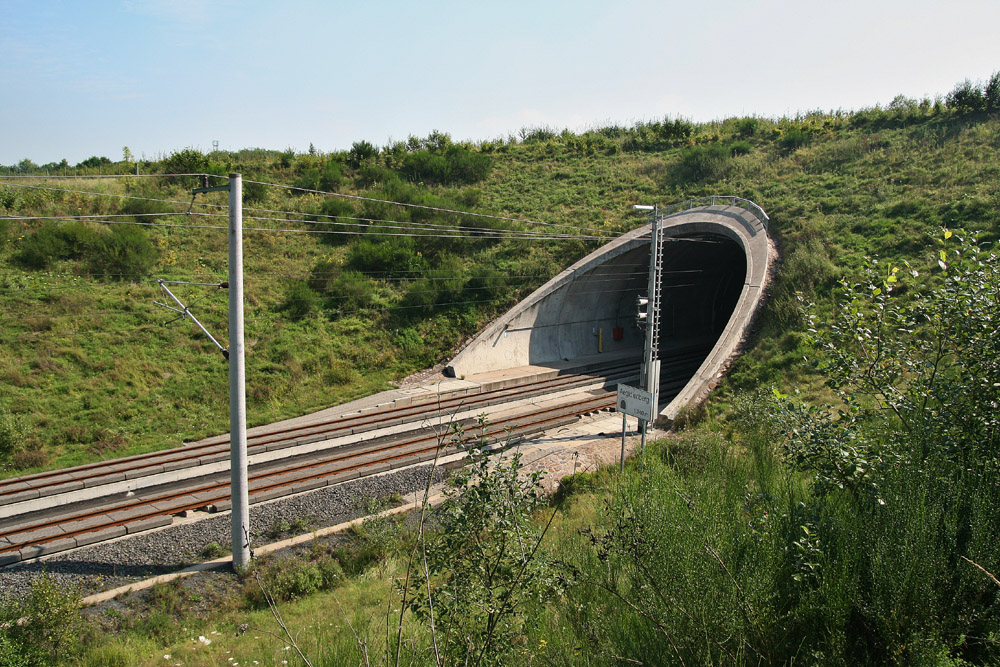
Das Nordportal

Der Aegidienbergtunnel ist ein 1240 m langer Eisenbahntunnel der Schnellfahrstrecke Köln–Rhein/Main. Er unterquert den Stadtbezirk Aegidienberg von Bad Honnef.
Die Röhre nimmt zwei Gleise auf Fester Fahrbahn auf, die planmäßig mit 300 km/h befahren werden können.

## Lage und Verlauf
Das Nordportal liegt beim Streckenkilometer 41,3 und das Südportal bei km 42,5. Ein Notausgang führt rund 250 m nördlich des Südportals, am Rande eines Wohngebietes des Ortsteils Hövel (südlich der Kochenbacher Straße), bei 50° 40′ 8,4″ N, 7° 18′ 15,4″ O an die Oberfläche.
Der Tunnel ist, neben dem Ittenbachtunnel und dem Rottbitzetunnel, einer von drei Tunneln, in dem die Strecke auf einer Länge von rund 14 km das Siebengebirge passiert.
Die Gradiente der Strecke steigt im Tunnel in südlicher Richtung durchgehend an.

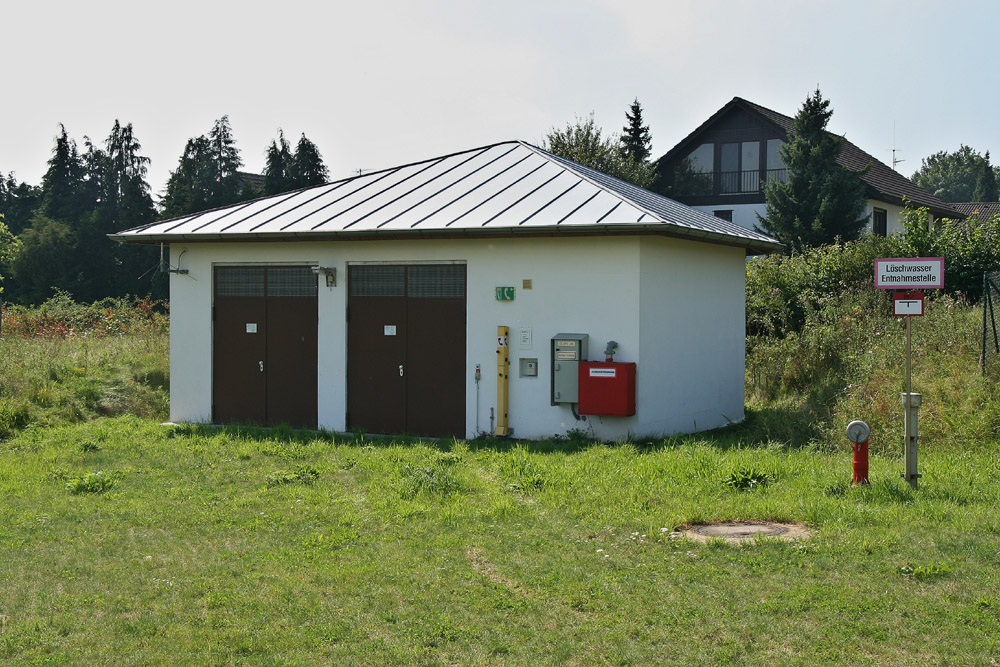
Der Notausgang des Tunnels

Südlich der Röhre schließt sich mit dem 200 m langen Tunnel Kluse eine der kürzesten Röhren der Strecke an. Etwa 100 m nördlich des Nordportals folgt die Logebachtalbrücke.

## Geschichte

### Planung
Bereits der Planungsstand von Anfang 1992 sah einen Tunnel im Bereich von Aegidienberg vor. Der Planungsstand von Ende 1995 sah eine Länge von 1.240 m vor. Das Bauwerk wurde später mit dieser Länge realisiert.
Das Bauwerk lag im nordrhein-westfälischen Planungsabschnitt 3 der Neubaustrecke.

### Bau
Nachdem die paläontologische Vorerkundung 1994 auf fossile Pflanzenreste gestoßen war, wurde der Streckenabschnitt zwischen den Kilometern 40,380 und 41,800 als paläontologisch relevantes Areal klassifiziert. Die frühe Bauphase des Aegidienbergtunnels und der benachbarten Logebachtalbrücke war von zahlreichen archäologischen und geologischen Funden geprägt. Zwischen November 1998 und März 2000 wurde fast der komplette 1,3 km lange Abschnitt nahezu lückenlos untersucht. Im November 1998 wurden die laufenden Vorarbeiten für den Tunnel kurzzeitig unterbrochen, nachdem 400 Millionen Jahre alte Fossilien gefunden worden waren. Insgesamt fanden Wissenschaftler mehr als 10.000 Versteinerungen.
Der Tunnel wurde am 16. Juni 1999 offiziell angeschlagen. Als Tunnelpatin fungierte Bärbel Höhn, die damalige Umweltministerin Nordrhein-Westfalens. Mit einem Knopfdruck löste sie eine Sprengung aus. Mehr als eintausend Bürger folgten am gleichen Nachmittag der Einladung zu einem „Tag des offenen Tunnels“.
Der Tunnel wurde, bei einer Überdeckung von bis zu 30 m, weitgehend in bergmännischer Bauweise aufgefahren. Im Norden wurde zuvor ein 55 m langer Einschnitt hergestellt, im Süden später ein 80 m langer Bereich in offener Bauweise errichtet. Dieser 80 m lange, dem Tunnel vorgelagerte Trog soll ein dauerhaftes Absinken des Grundwasserspiegels verhindern.
Im bergmännisch errichteten Bereich überquert der Tunnel dabei den etwa zehn Meter unter seiner Sohle liegenden Erbstollen Arnold, einen etwa 1,5 m breiten und ca. 2,5 m hohen Stollen aus früherer Bergbautätigkeit in der Region. Vor Herstellung der Innenschale des neuen Tunnels wurde der Erbstollen verfüllt, um die Standsicherheit des Tunnels zu gewährleisten. Vor Baubeginn wurde die Lage des Stollens mittels Bohrungen von 150 mm Durchmesser ermittelt.
In dem rund 400 Millionen Jahre alten Ausbruchsmaterial des Tunnelaushubs wurden verschiedene Fischarten gefunden, darunter etwa 200 Teile eines Rhinopteraspis, eines gepanzerten Riesenfisches. Der Tunnelbereich befand sich im Devon, vor rund 330 Millionen Jahren, in einem flachen Meeresarm, der sich zwischen Aachen und den Alpen erstreckte.
Der Durchschlag erfolgte am 20. Oktober 1999. Es war der erste Durchschlag der drei Röhren im Siebengebirge.
Insgesamt wurden 165.800 m³ ausgebrochen, 23.500 m³ Spritz- sowie 26.500 m³ Konstruktionsbeton aufgewendet.

### Inbetriebnahme
Am 16. Februar 2002 fand am Tunnel eine Großübung mit 168 Helfern statt.
Die symbolische Eröffnung der Schnellfahrstrecke und damit auch des Aegidienbergtunnels erfolgte am 25. Juli 2002; der Fahrgastbetrieb wurde am 1. August aufgenommen.